# Saint-Martin-sur-Nohain
Saint-Martin-sur-Nohain là một xã của tỉnh Nièvre, thuộc vùng Bourgogne-Franche-Comté, miền trung nước Pháp.